# إديث ستوري
إديث ستوري (بالإنجليزية: Edith Storey)‏ هي ممثلة أمريكية، ولدت في 18 مارس 1892 بنيويورك في الولايات المتحدة، وتوفيت في 9 أكتوبر 1967 بنورثبورت في الولايات المتحدة بسبب مرض.

## وصلات خارجية
- إديث ستوري على موقع IMDb (الإنجليزية)
- إديث ستوري على موقع قاعدة بيانات الفيلم (الإنجليزية)